# Georg Fredric Fant
Georg Fredric Fant, född 1768, död 1823, var en svensk präst. Han var son till Georg Michael Fant, brorson till Johan Michael Fant, far till Johan Eric Fant och farfar till Carl Fredrik Michael Fant. 
Fant blev  docent i historia vid Uppsala universitet 1796, kyrkoherde i Heliga Trefaldighets församling i Uppsala 1807, prost 1809 och kyrkoherde i Västerlövsta församling 1814 efter sin bror prosten magister Andreas Michael Fant.